# Lake George (village, New York)
Pour les articles homonymes, voir Lake George.
Lake George est un village situé dans l’État américain de New York, dans le comté de Warren. Le village est entouré par la ville du Lake George. Il est situé à l'extrémité sud du lac George. Selon le recensement de 2000, la population du village est de 985 habitants.

## Histoire

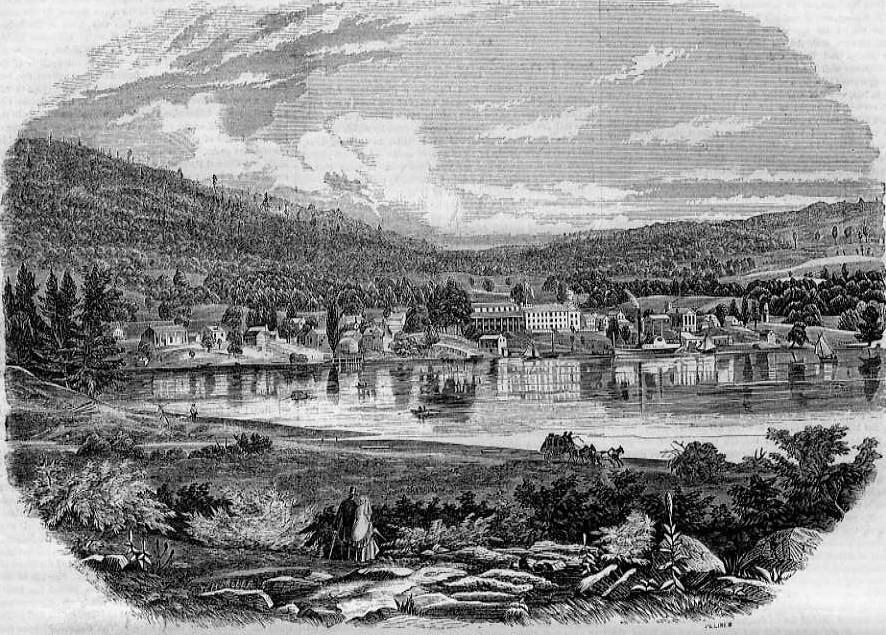
Caldwell Village, New York, devenu Lake Georges village en 1903.

Le village de Lake George était à l'origine connu sous le nom de Caldwell, un nom conservé dans l'église presbytérienne de Caldwell. Situé à l'extrémité sud du lac George, à l'extrémité est du parc Adirondack, le village et ses environs se trouvaient sur la route reliant les colonies britannique et française et étaient souvent traversés par les forces militaires lors des guerres coloniales. Une reconstruction du fort William Henry, qui remplace l'original incendié pendant la guerre de Sept Ans, se trouve dans le village et sert de musée.
Dans le dernier quart du XIXe siècle, la région a commencé à devenir une destination touristique importante. Des rails de chemin de fer ont débouché sur les quais des bateaux à vapeur à l’extrémité sud du lac George. De là, les bateaux à vapeur desservaient plusieurs fois par jour les hôtels plus au nord sur le lac.  La Lake George Steamboat Company continue d’exploiter des bateaux à vapeur à partir de Lake George.
Le village de Lake George a été constitué en 1903.

## Économie
Le village et les environs constituent une station touristique importante. La population d'été d'autrefois a inclus la peintre Georgia O'Keeffe et le photographe Alfred Stieglitz. Aujourd'hui la région attire beaucoup de touristes francophones en été, en particulier ceux de la ville de Montréal.